# Chondrodesmus frauenfeldianus
Chondrodesmus frauenfeldianus är en mångfotingart som först beskrevs av Jean-Henri Humbert och Henri Saussure 1870.  Chondrodesmus frauenfeldianus ingår i släktet Chondrodesmus och familjen Chelodesmidae. Inga underarter finns listade i Catalogue of Life.